# Hypericum adsharicum
Hypericum adsharicum är en johannesörtsväxtart som först beskrevs av Woronov, och fick sitt nu gällande namn av A.P. Khokhryakov. Hypericum adsharicum ingår i släktet johannesörter, och familjen johannesörtsväxter. Inga underarter finns listade i Catalogue of Life.